# Boris Pineda
Boris Pineda (1958-San Salvador, 9 de octubre de 2021) fue un ajedrecista salvadoreño. Es considerado el jugador más exitoso en la historia de este país, por lo que el Instituto Nacional de los Deportes de El Salvador le nombró «Ajedrecista del siglo XX».

## Carrera deportiva
Ostentó el título de Maestro FIDE, y durante su extensa carrera deportiva logró ocho títulos nacionales en 1976, 1977, 1978, 1991, 1992, 1996, 1998 y 2003. Asimismo fue el único ajedrecista salvadoreño que conquistó dos medallas a nivel mundial: una de oro por equipos en la Contraolimpíada de Trípoli en 1976, y otra de plata individual en la Olimpíada de Novi Sad en 1990. Para el mes de septiembre de 2011, tenía un Elo de 2.254. También recibió los reconocimientos de «Deportista del año» por el Círculo de Informadores Deportivos (CID) en 1975, y la «Espiga Dorada» en 1990 y 1994.
Pineda opinaba sobre el ajedrez:

¿Ciencia, arte, juego o deporte? Bueno, dicen por ahí que el ajedrez tiene demasiado de deporte para ser una ciencia y demasiado de ciencia para ser un mero deporte. Y tienen razón, hay una sistematización de conocimientos que le permiten ser clasificado como ciencia, pero tiene demasiado juego para ser visto como tal. En lo físico, una partida de ajedrez es como un examen de matemáticas de tres horas...